# Cheilotrichia dimelania
Cheilotrichia dimelania är en tvåvingeart som beskrevs av Alexander 1964. Cheilotrichia dimelania ingår i släktet Cheilotrichia och familjen småharkrankar. Inga underarter finns listade i Catalogue of Life.